# Pókhara
Pókhara (nepálsky पोखरा) je město v Nepálu, které je správním centrem provincie Gandakí. Leží asi 200 km severozápadně od hlavního města Káthmándú a se zhruba čtyřmi sty tisíci obyvatel je druhým největším městem země. Tvoří aglomeraci se sousedním Lekhnáthem.
Pókhara se nachází ve stejnojmenném údolí na úpatí masivu Annapurna, protéká jí řeka Sétí. Katastr města leží v nadmořské výšce 827 až 1740 metrů. Díky čistému vzduchu, mírnému klimatu a blízkosti velehor je Pókhara centrem turistického ruchu. Významnými atrakcemi jsou jezero Phéva s ostrovem, na němž leží chrám Tal Varáhi, a Pagoda míru, v okolí města se nacházejí také subtropické lesy a četné jeskyně a soutěsky. K tradičním místním zvykům patří festival Bhairab Naach. Návštěvníkům slouží letiště Pókhara, určené pro vnitrostátní lety z Káthmándú.
Většinu obyvatel tvoří Gurungové a Magarové, ve městě žije i početná populace uprchlíků z Tibetu. V minulosti se v Pókhaře usazovaly komunity hippies.